# Vanuatu en los Juegos Olímpicos de la Juventud 2018
Vanuatu compitió en los Juegos Olímpicos de la Juventud 2018 en Buenos Aires, Argentina, celebrados entre el 6 y el 18 de octubre de 2018. Su delegación estuvo conformada por 21 atletas en 3 disciplinas. No obtuvo medallas en las justas.

## Medallero
| Medalla | Oro | Plata | Bronce | Total |
| ------- | --- | ----- | ------ | ----- |
| Total   | 0   | 0     | 0      | 0     |

## Disciplinas

### Atletismo
- Javalina masculino - 1 plaza (Senly Atuary)

### Voleibol playa
Vanuatu recibió un cupo de la comisión tripartita para el evento femenino al clasificar a un equipo de 2 atletas para los juegos.

### Hockey sobre césped
Vanuatu clasificó a un equipo de 9 atletas femenino y masculino en el Campeonato de Oceanía 2018.